# Sabu (actor)
Sabu Dastagir (27 de enero de 1924, Mysore, India–2 de diciembre de 1963, Chatsworth, Estados Unidos) fue un actor cinematográfico de origen indio-estadounidense. Normalmente aparecía en los créditos solo con su nombre de pila, Sabu, y es sobre todo conocido por su trabajo en la década de 1940. 

## Biografía
Nacido en 1924 en Mysore, India, Sabu era hijo de un mahout (conductor de elefante).  Aunque gran parte de las fuentes dan su nombre como "Sabu Dastagir", una investigación del periodista Philip Leibfried sugiere que dicho nombre sería realmente el de su hermano, y que el suyo sería Selar Shaik Sabu o Sabu Francis. De hecho, fue su hermano el que dirigió su carrera. (el hermano murió durante un robo a su almacén de muebles, un negocio fallido que regían ambos.)
Sabu fue descubierto por el documentalista Robert J. Flaherty, quien le escogió para hacer el papel de un conductor de elefantes en el film británico de 1937 Elephant Boy, basado en el relato de Rudyard Kipling Toomai el de los elefantes. El papel más conocido de Sabu es probablemente el de Abú en el film británico de 1940 El ladrón de Bagdad. En 1942 volvió a interpretar un papel basado en una narración de Kipling, el de Mowgli en El libro de la selva, película dirigida por Zoltan Korda.  
Tras nacionalizarse estadounidense en 1944, Sabu se sumó a las Fuerzas Aéreas del Ejército de los Estados Unidos sirviendo como artillero de cola. Voló en varias misiones durante la Guerra del Pacífico (1937-1945) y fue recompensado con la Cruz de Vuelo Distinguido por su valor.
Tras la Segunda Guerra Mundial, incapaz de conseguir en Hollywood papeles equivalentes a los realizados por él en el Reino Unido, su carrera empezó a declinar, aunque de manera ocasional consiguió algunas intervenciones significativas, como la que hizo en el clásico Narciso negro (1947).
A lo largo de la década de 1950 actuó en películas europeas de poco éxito y en 1952 trabajó en el Circo Harringay con un número de elefantes.
El 2 de diciembre de 1963 Sabu falleció súbitamente en Chatsworth (Los Ángeles), California, a causa de un infarto agudo de miocardio. Tenía 39 años. Fue enterrado en el Cementerio Forest Lawn Memorial Park de Hollywood Hills. Su último film, A Tiger Walks, se estrenó tras su muerte, en marzo de 1964.

## Vida personal
En 1948 Sabu se casó con Marilyn Cooper, con la que tuvo dos hijos. El matrimonio permaneció unido hasta el fallecimiento del actor.
Su hijo Paul Sabu fundó la banda de rock Sabu en la década de 1980. Su hija, Jasmine Sabu, trabajó en varios filmes como entrenadora de animales.

## Filmografía
- Elephant Boy (1937)
- The Drum (1938)
- El ladrón de Bagdad (The Thief of Bagdad, 1940)
- El libro de la selva (Jungle Book, 1942)
- Las mil y una noches (Arabian Nights, 1942)
- La salvaje blanca (White Savage, 1943)
- La reina de Cobra (Cobra Woman, 1944)
- Tangier (1946)
- Narciso negro (Black Narcissus, 1947)
- El final del río (The End of the River, 1947)

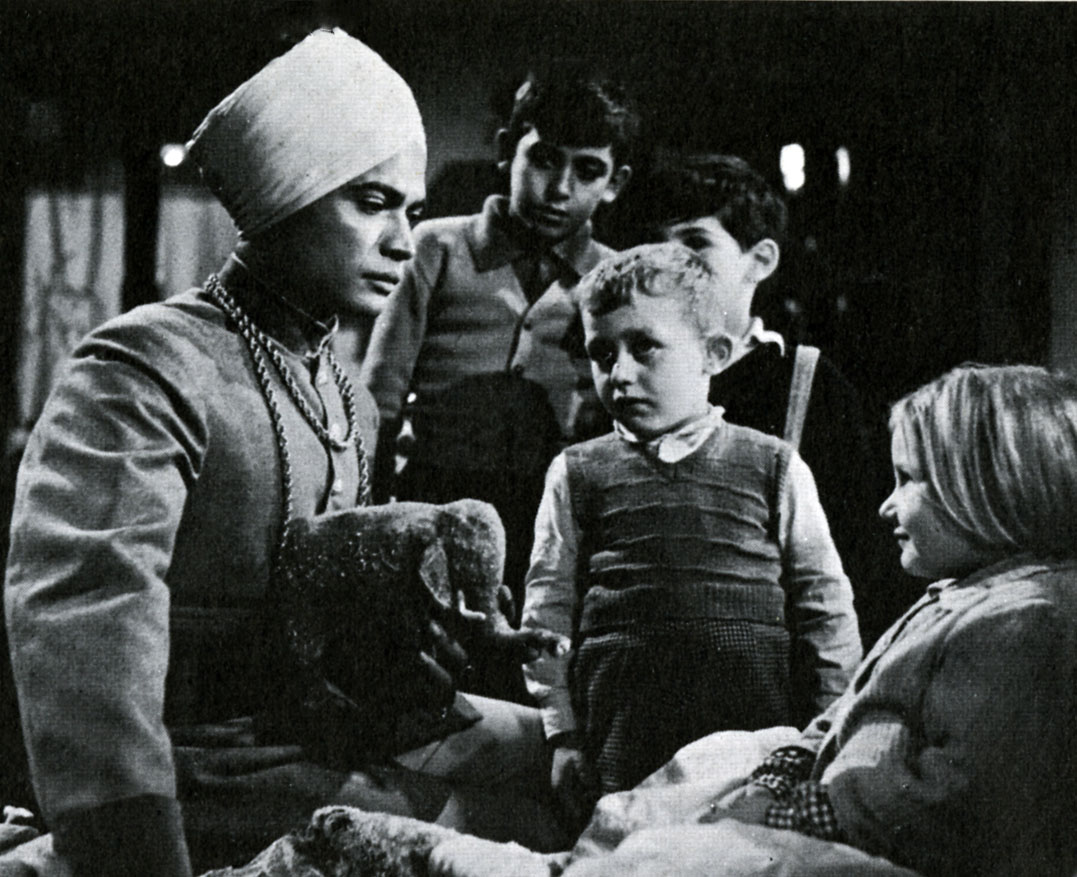
Fotograma de la película de 1952 Buongiorno, elefante!

- El tigre de Kuamon (Man-Eater of Kumaon, 1948)
- Song of India (1949)
- Savage Drums (1951)
- Baghdad (1952)
- Buenos días, señor Elefante (Buongiorno, elefante!, 1952)
- El tesoro de Bengala (Il Tesoro del Bengala, 1954)
- Jaguar (1956)
- Jungle Hell (1956)
- The Black Panther (1956)
- Sabu and the Magic Ring (1957)
- Los misterios de Angkor (Herrin der Welt, 1960)
- Safari en Malasia (Rampage, 1963)
- Un tigre se escapa (A Tiger Walks, 1964)